# Pilumnoides rotundus
Pilumnoides rotundus is een krabbensoort uit de familie van de Pilumnoididae. De wetenschappelijke naam van de soort is voor het eerst geldig gepubliceerd in 1940 door Garth.